# René Prévost
René Robert Prévost (18 ottobre 1979) è un nuotatore artistico canadese.

## Biografia
Ha rappresentato il Canada ai campionati mondiali di nuoto di Kazan' 2015 nel concorso del duo misto libero, al fianco della connazionale Stéphanie Leclair. Ha concluso la gara all'ottavo posto alle spalle dei giapponesi Atsushi Abe e Yumi Adachi nella competizione vinta dai russi Aleksandr Mal'cev e Darina Valitova.

## Palmarès

### Coppa del Mondo
- 1 podio:
  - 1 secondo posto (1 nel duo)